# Taipei Sky Tower
Taipei Sky Tower est un gratte-ciel de Taipei à Taïwan.
Il se situe entre Songzhi Road et Songshou Road. Le bâtiment a une hauteur de 280 mètres, avec 46 étages. La superficie est de 87 140 m2. Il est estimé d'être achevé à la fin de 2020 et deviendra le troisième plus haut bâtiment de Taïwan.

## Galerie

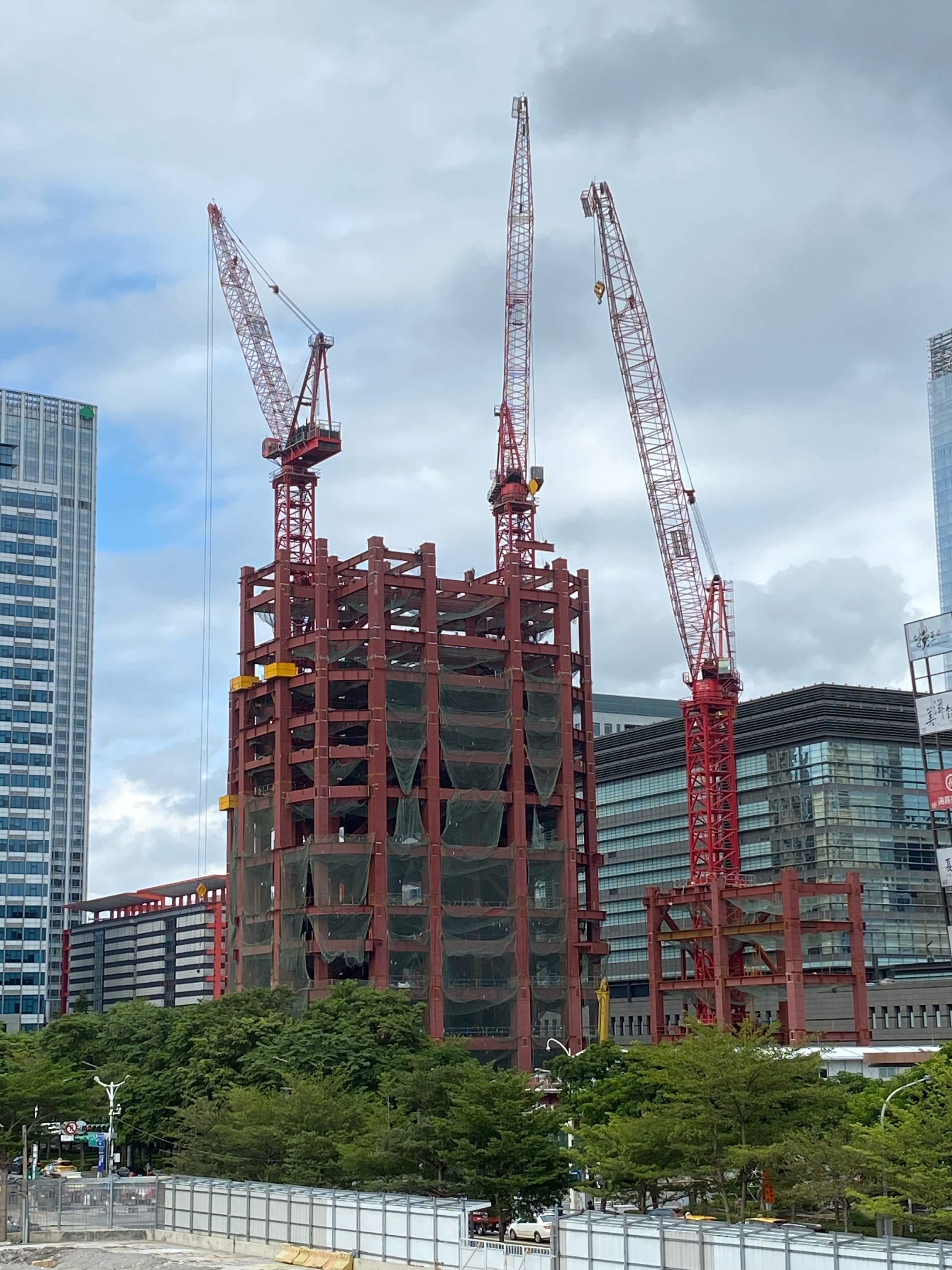
Octobre 2021
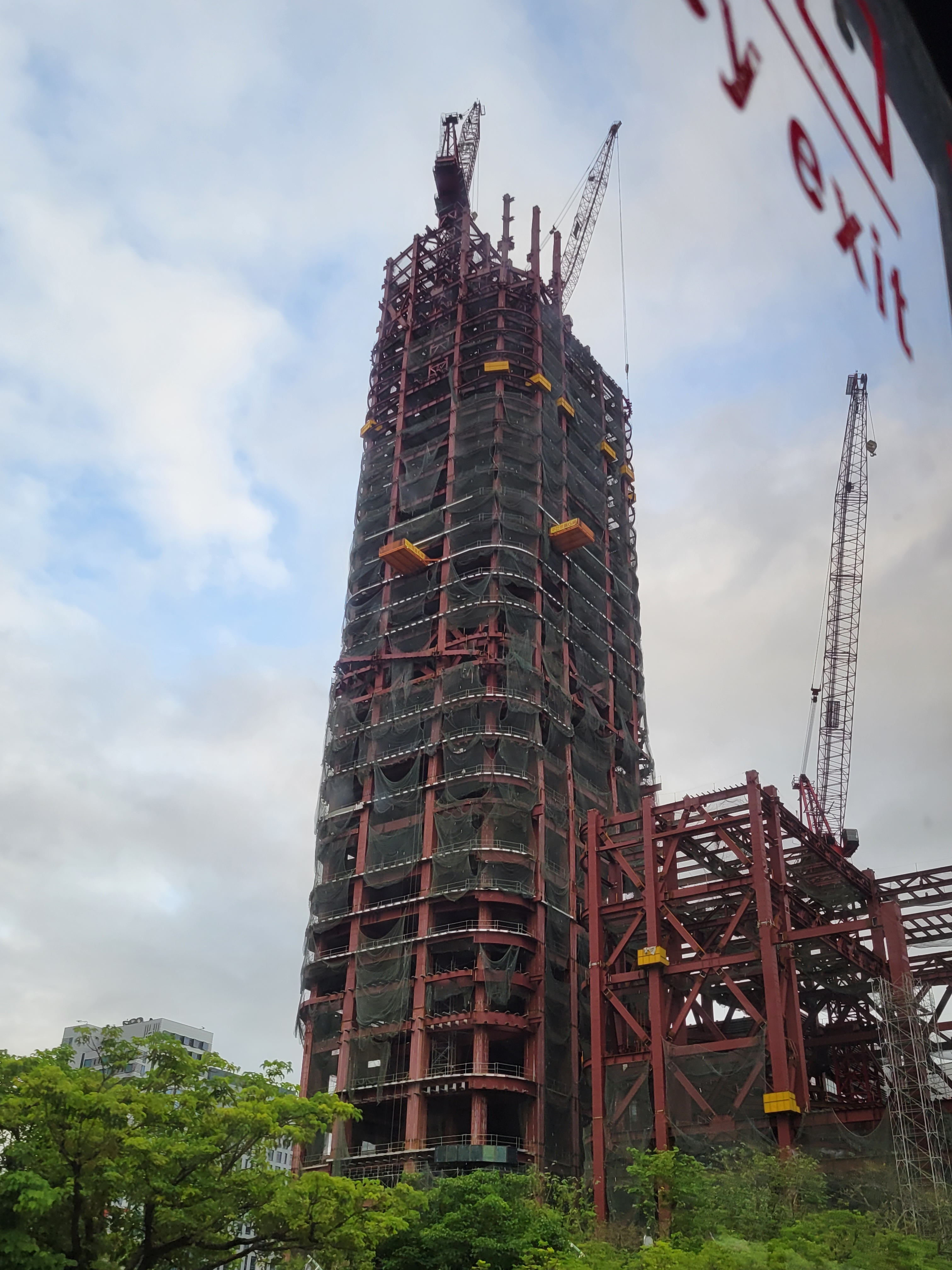
Mai 2022
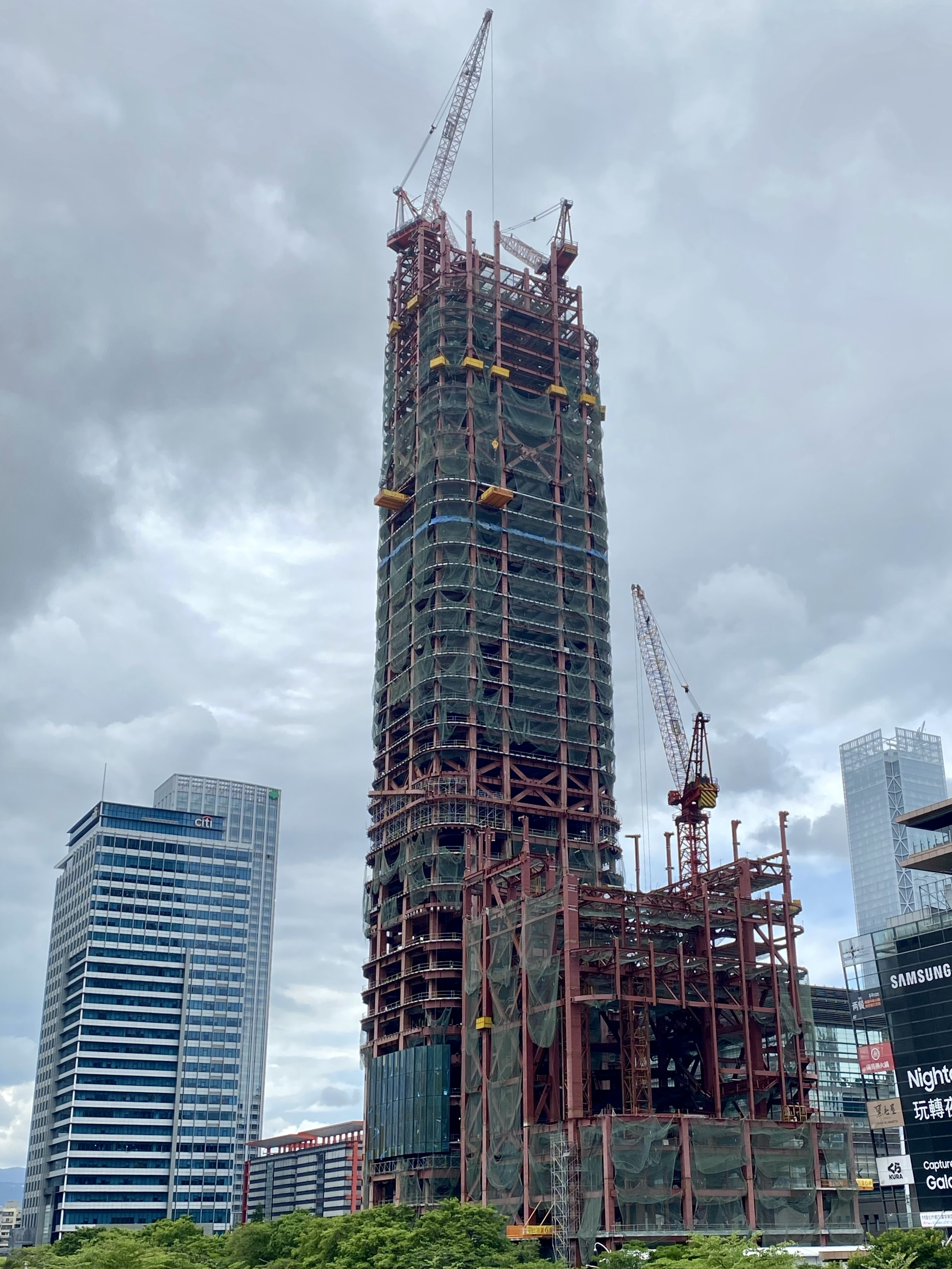
Juillet 2022
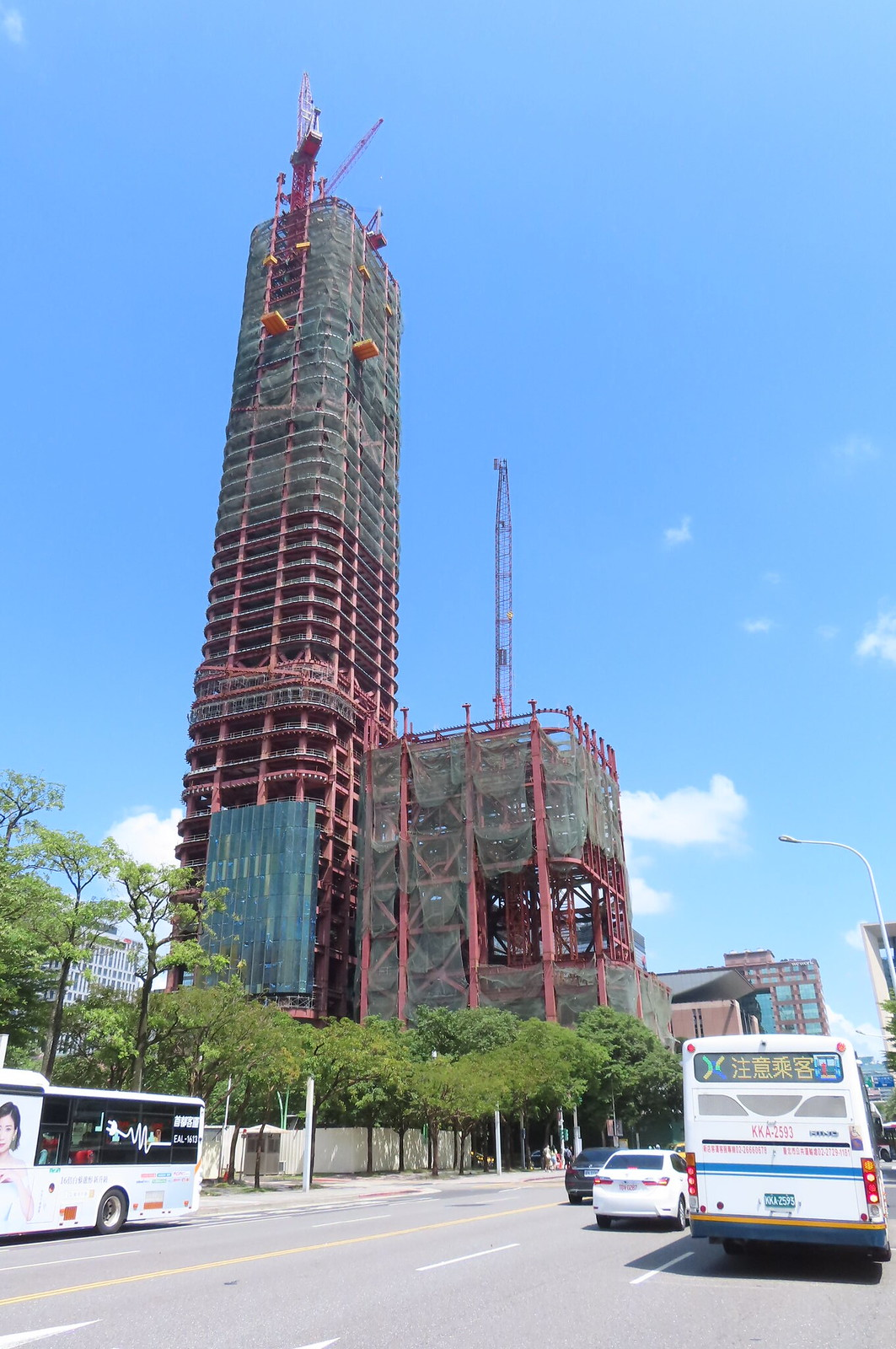
Septembre 2022
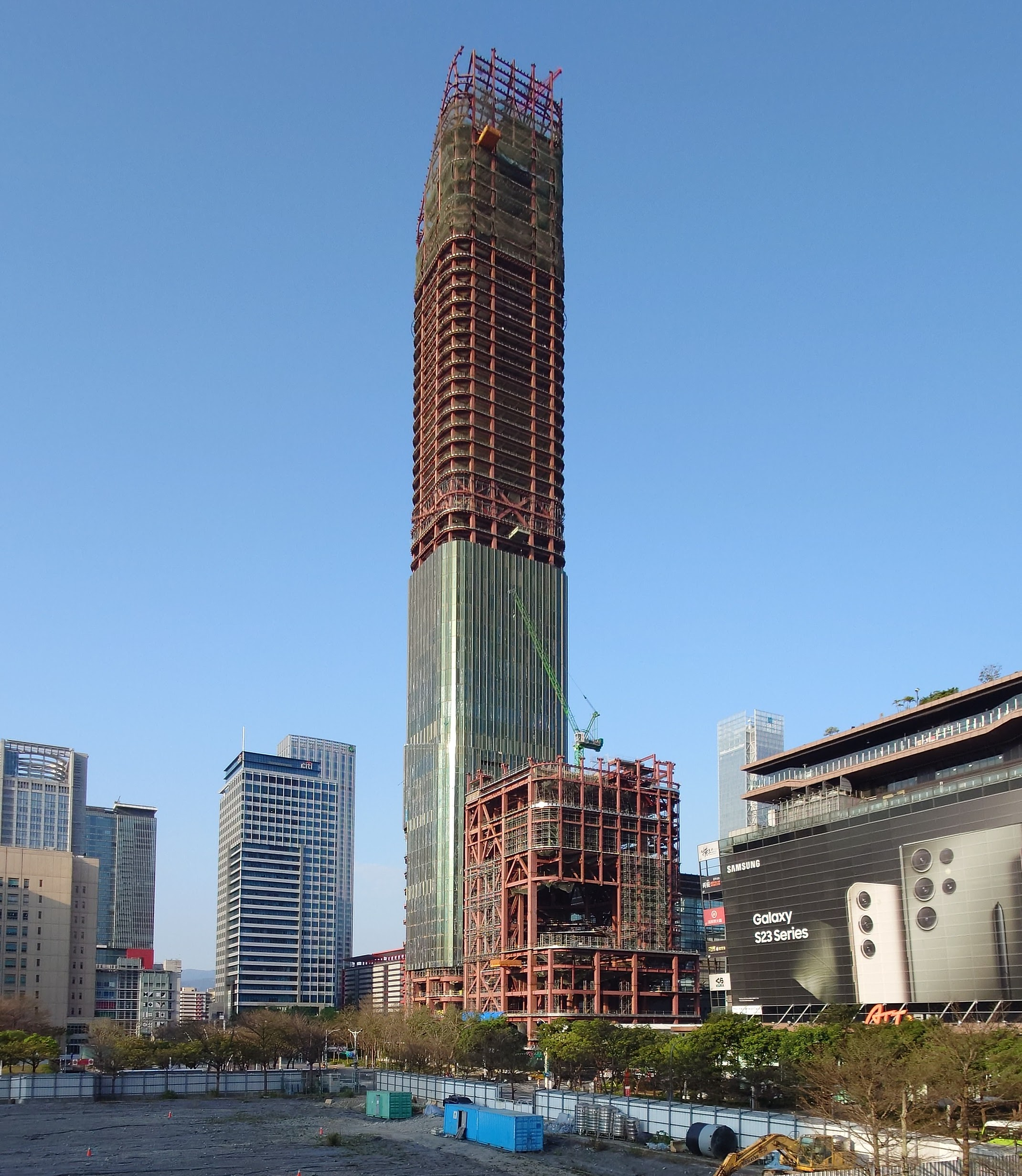
Mars 2023
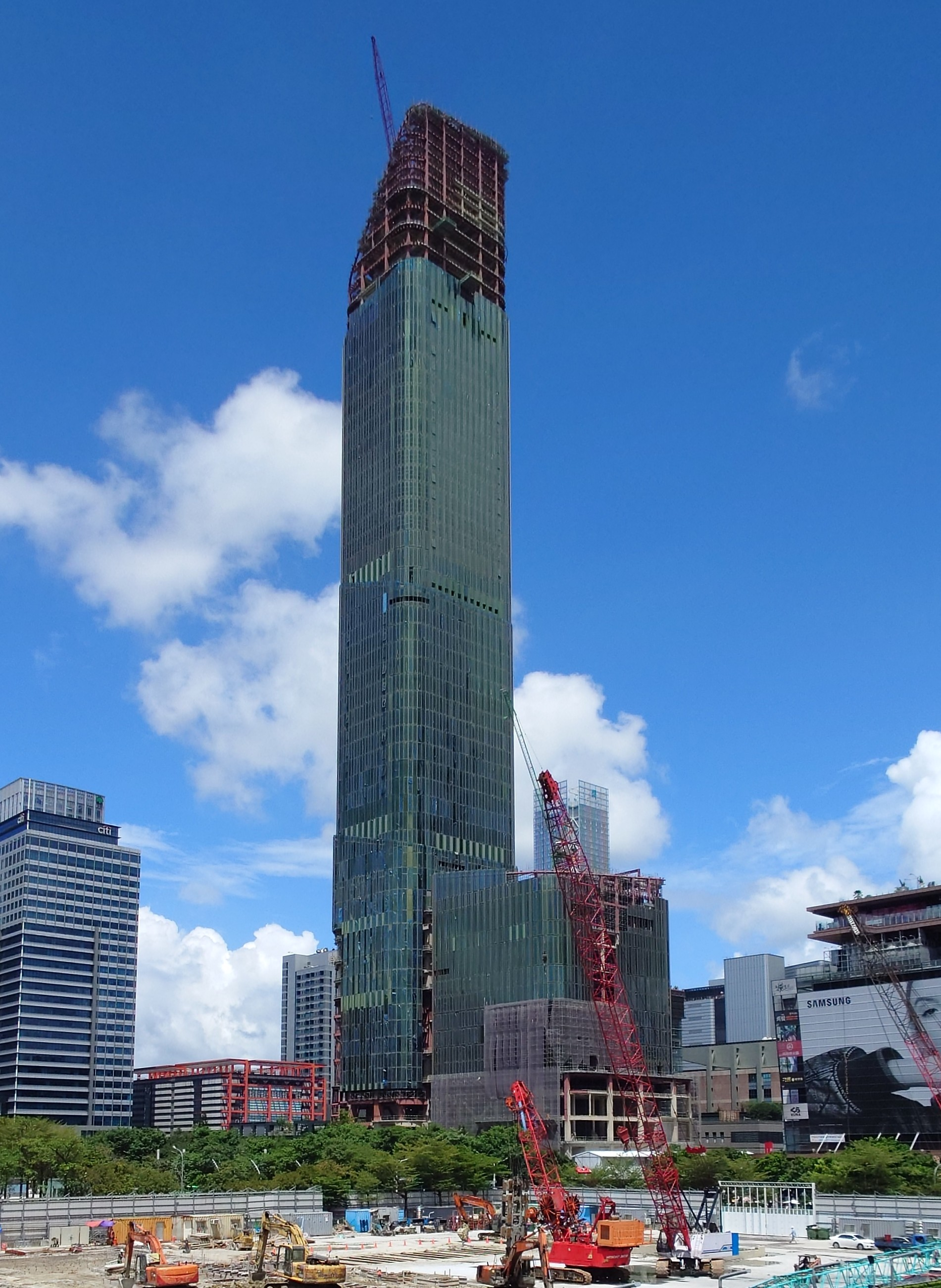
Septembre 2023
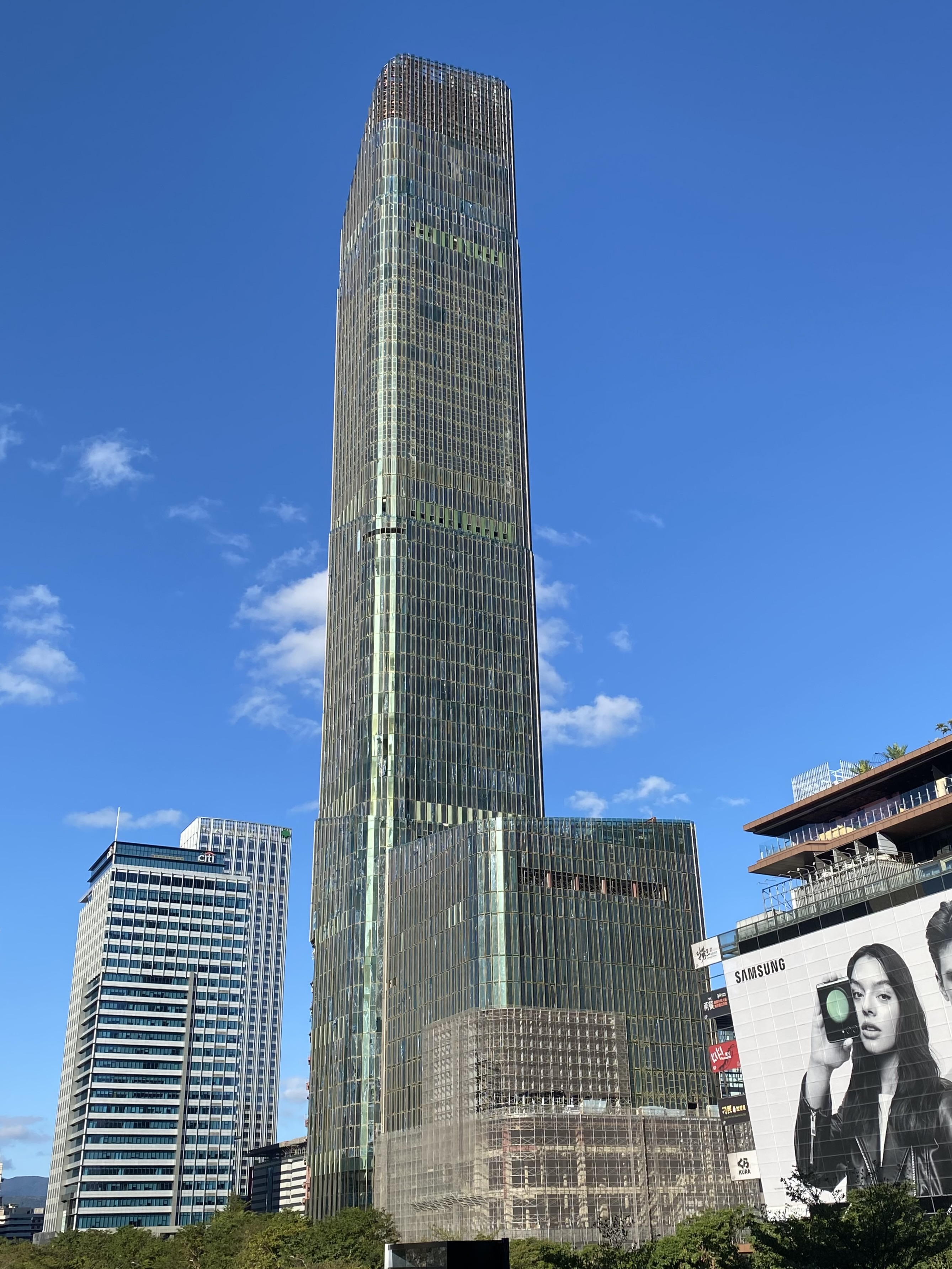
Janvier 2024